# Alan Pace
Alan Pace   (Califòrnia, 11 d'agost de 1968) és un empresari estatunidenc, propietari del grup VSL (Velocity Sport Limited). El 2020 esdevingué propietari i president del Burnley Football Club, equip de la Premier League anglesa. Des del 2025 també és el màxim propietari de l'RDC Espanyol després del pagament de 130 milions d'euros.
Nascut a Califòrnia  i de religió mormona, va créixer entre Utah i Connecticut. Format en finances, va treballar a  Lehman Brothers i en empreses de tecnologia esportiva. Defensa un model de gestió proper a l’afició i centrat en el talent. Va descobrir el futbol en una visita al Camp Nou durant els Jocs Olímpics de 1992 i ha citat la sèrie Ted Lasso com a inspiració pel seu estil de lideratge.